# تئوری سه رنگی
تئوری‌های متعددی برای توجیه پدیدهٔ دیدن رنگ‌ها پیشنهاد شده‌اند اما اساس کلیهٔ آنها این مشاهده است که چشم انسان می‌تواند تقریباً کلهٔ رنگ‌های مختلف را هنگام مخلوط کردن نورهای خالص (به انگلیسی: monochromatic) قرمز و سبز و آبی به نسبت‌های مناسب تشخیص دهد.

## تئوری ابتدایی
نخستین تئوری دید رنگ‌ها تئوری یانگ (به انگلیسی: Young) بود که بعدها بوسیلهٔ هلمولتز تکمیل شد و پایهٔ تجربی بیشتری پیدا کرد. طبق این نظریه، سه نوع مخروط وجود دارد که هر یک از آنها حداکثر به یک رنگ مختلف پاسخ می‌دهد.
این تئوری در گذر زمان تکمیل شد و امروزه به‌طور عموم به عنوان مکانیسم دید رنگ‌ها مورد قبول قرار گرفته‌است.

## حساسیت طیفی سه نوع مخروط
حساسیت طیفی این سه نوع مخروط که بر اساس آزمایش‌های روانشناسی بدست آمده عملاً نظیر منحنی جذب نور بوسیلهٔ سه نوع پیگمانی است که در مخروط‌ها یافت می‌شود.